# RuPaul's Drag Race UK
RuPaul's Drag Race UK, conosciuto in Italia anche come Drag Race UK, è un programma televisivo britannico, in onda sulla piattaforma streaming BBC iPlayer dal 2019 al 2021, per poi passare al canale televisivo BBC Three dal 2022.
Nel 2022 la seconda edizione del programma viene trasmessa in Italia sulla piattaforma streaming Discovery+.
Il programma è basato sul format del programma statunitense RuPaul's Drag Race ed il presentatore è RuPaul, diventando il primo programma internazionale ad essere condotto da RuPaul stesso. Come nella versione originale, le concorrenti devono mostrare le loro doti di intrattenitrici sfidandosi in varie sfide. Ogni settimana vengono giudicate per le loro performance da vari giudici: tra essi quelli fissi sono la drag queen nonché presentatrice Rupaul, Michelle Visage, Alan Carr, Graham Norton, mentre i giudici ospiti variano ogni settimana. Al termine dell'episodio una concorrente viene eliminata; tra le ultime rimaste verrà scelta e incoronata UK's Next Drag Superstar che riceverà una serie di premi, tra cui una mini-serie dedicata sulla piattaforma streaming statunitense WOW Presents.

## Format
Il casting viene annunciato online e chi vuole partecipare al programma deve mandare un provino formato video. Per poter prendere parte al programma è necessario avere 18 o più anni. Le persone transgender possono partecipare al programma.

### Puntate
Ogni puntata si divide, generalmente, in tre fasi:
- La mini sfida: in ogni mini sfida ai concorrenti viene chiesto di svolgere una gara con caratteristiche e tempi differenti. Alcune mini sfide si ripetono in ogni edizione. Come, ad esempio, la prima mini sfida, che consiste in un servizio fotografico in particolari condizioni (in passato i concorrenti venivano bagnati con secchiate d'acqua[3] oppure essere fotografati saltando su un trampolino[4]). Il vincitore della mini sfida riceverà un premio e un vantaggio per la sfida principale oppure potrà decidere la composizione delle squadre.
- La sfida principale: in ogni sfida principale ai concorrenti viene chiesto di svolgere una prova, generalmente sono gare individuali. Spesso ai concorrenti viene chiesto di creare un outfit utilizzando materiali non convenzionali[5], altre sfide consistono nel mostrare le abilità canore dei concorrenti[6] o nel creare uno show comico[7].
- L'eliminazione: tutti i concorrenti vengono chiamati davanti ai giudici. In questa fase i vari concorrenti vengono giudicati. Il migliore della puntata viene dichiarato vincitore ricevendo come premio una spilla della famiglia "RuPeter". Gli ultimi due devono sfidarsi esibendosi in playback con una canzone assegnata all'inizio di ogni puntata. Il peggiore verrà eliminato dalla competizione con la famosa frase pronunciata da RuPaul "Sashay away" e, a partire dalla seconda edizione, lascia un messaggio scritto con il rossetto sullo specchio della sala dove si svolgono le riprese; il vincitore, al contrario, viene celebrato con la frase "Shantè you stay", e può continuare la competizione.

### Giudici
Ogni edizione di RuPaul's Drag Race prevede la presenza di giudici fissi e di giudici ospiti che variano di settimana in settimana. I giudici danno la loro opinione sui vari concorrenti, esprimendo le loro opinioni circa ciò che accade sul palcoscenico principale. Tra i giudici ospiti comparsi nel corso delle edizioni troviamo: Maisie Williams, Geri Halliwell, Jade Thirlwall, Andrew Garfield, Michaela Coel, Cheryl, Twiggy, Elizabeth Hurley, Dawn French, Jourdan Dunn, Sheridan Smith, MNEK, Jessie Ware, Alesha Dixon, Emma Bunton, Kathy Burke, Leigh-Anne Pinnock, Lulu, Matt Lucas, Nicola Coughlan e Russell Tovey.

#### Giudici fissi
| Giudice         | Edizioni | Edizioni | Edizioni | Edizioni | Edizioni | Edizioni |
| Giudice         | 1        | 2        | 3        | 4        | 5        | 6        |
| --------------- | -------- | -------- | -------- | -------- | -------- | -------- |
| RuPaul          | Fisso    | Fisso    | Fisso    | Fisso    | Fisso    | Fisso    |
| Michelle Visage | Fisso    | Fisso    | Fisso    | Fisso    | Fisso    | Fisso    |
| Alan Carr       | Fisso    | Fisso    | Fisso    | Fisso    | Fisso    | Fisso    |
| Graham Norton   | Fisso    | Fisso    | Fisso    | Fisso    | Fisso    | Fisso    |

- RuPaul (edizione 1-in corso), oltre ad essere mentore per i concorrenti, RuPaul è anche uno dei giudici. Alla fine di ogni puntata è lui a decidere quale dei due correnti peggiori rimane e chi invece deve lasciare la competizione.
- Michelle Visage (edizione 1-in corso), conduttrice radiofonica e cantante statunitense, prende il posto di RuPaul in alcune puntate per spiegare ai concorrenti la sfida della puntata.
- Alan Carr (edizione 1-in corso), comico e personaggio televisivo britannico, alterna il ruolo di giudice fisso con Graham Norton.[8]
- Graham Norton (edizione 1-in corso), comico e presentatore televisivo irlandese, alterna il ruolo di giudice fisso con Alan Carr.[8]

### Untucked
Durante ogni puntata di RuPaul's Drag Race UK, viene seguito un intermezzo di Untucked nel quale vengono mostrate scene inedite della competizione e il backstage del programma.

### Serie web
Come accade per l'edizione americana, anche la versione inglese ogni puntata dello show viene seguita da una puntata di una serie web. La prima edizione era seguita da uno show chiamato High Tea in cui un conduttore, accompagnato da uno o più ospiti, discutono e commentano la puntata andata in onda. A partire dalla seconda edizione High Tea è stata sostituita da un'altra serie web chiamata RuPaul Drag Race UK: Extra Lap Recap, in il conduttore, questa volta da solo, fa il riassunto di ciò che è accaduto in ogni singola puntata. I conduttori di queste serie web sono stati:
| Conduttore  | Edizioni | Edizioni | Edizioni | Edizioni | Edizioni | Edizioni |
| Conduttore  | 1        | 2        | 3        | 4        | 5        | 6        |
| ----------- | -------- | -------- | -------- | -------- | -------- | -------- |
| Miz Cracker |          |          |          |          |          |          |
| Jackie Cox  |          |          |          |          |          |          |

### Premi
Anche in questa versione del programma, il vincitore riceve dei premi. I premi vinti in ogni edizione sono stati:
1ª edizione:
- Una corona e uno scettro di Fierce Drag Jewels
- Una propria serie sul sito streaming WOW Presents

2ª edizione:
- Una corona e uno scettro di Fierce Drag Jewels
- Una propria serie sul sito streaming WOW Presents

3ª edizione:
- Una corona e uno scettro di Fierce Drag Jewels
- Una propria serie sul sito streaming WOW Presents

4ª edizione:
- Una corona e uno scettro di Fierce Drag Jewels
- Una propria serie sul sito streaming WOW Presents

5ª edizione:
- Una corona e uno scettro di Fierce Drag Jewels
- Una propria serie sul sito streaming WOW Presents

6ª edizione:
- 25000 £
- Una corona e uno scettro di Fierce Drag Jewels

## Edizioni
| Edizione | Concorrenti | Episodi | Prima TV UK | Prima TV Italia | Vincitrice      | Miss Simpatia      |
| -------- | ----------- | ------- | ----------- | --------------- | --------------- | ------------------ |
| 1ª       | 10          | 9       | 2019        | inedita         | The Vivienne    | Blu Hydrangea      |
| 2ª       | 12          | 10      | 2021        | 2022            | Lawrence Chaney | Bimini Bon-Boulash |
| 3ª       | 12          | 10      | 2021        | inedita         | Krystal Versace | Anubis             |
| 4ª       | 12          | 10      | 2022        | inedita         | Danny Beard     | Baby               |
| 5ª       | 10          | 10      | 2023        | inedita         | Ginger Johnson  | Miss Naomi Carter  |
| 6ª       | 12          | 10      | 2024        | inedita         |                 |                    |

### Prima edizione
La prima edizione di RuPaul's Drag Race UK è andata in onda nel Regno Unito a partire dal 3 ottobre 2019. Il cast venne annunciato il 21 agosto 2019. Dieci drag queen, provenienti da tutto il Regno Unito, si sfidano per entrare nella Drag Race Hall of Fame. La colonna sonora utilizzata durante la sfida principale fu A Little Bit of Love mentre per i titoli di coda venne utilizzata Rock It (To the Moon).
The Vivienne, vincitrice della prima edizione ricevette come premio una corona e uno scettro di Fierce Drag Jewels ed una propria web-serie sul sito streaming WOW Presents.

### Seconda edizione
La seconda edizione è andata in onda sulla piattaforma streaming BBC iPlayer a partire dal 14 gennaio 2021.
I casting per la seconda edizione si sono conclusi il 15 novembre 2019. I primi quattro episodi sono stati girati durante la prima metà del 2020 ma, a causa della pandemia del COVID-19, le riprese sono state temporaneamente interrotte e sono state concluse al termine del lockdown nazionale. È stato inoltre confermata che la trasmessa di un episodio speciale dal titolo RuPaul's Drag Race UK: Queens on Lockdown, nel quale viene mostrato come le concorrenti hanno passato il periodo durante il lockdown. In Italia lo show è stato trasmesso sulla piattaforma streaming Discovery+ a partire dal 7 gennaio 2022.
Lawrence Chaney, vincitrice dell'edizione, ricevette come premio una corona e uno scettro di Fierce Drag Jewels ed una propria web-serie sul sito streaming WOW Presents.

### Terza edizione
BBC ha confermato la terza edizione che sarà trasmessa anch'essa nel 2021. I casting per la terza edizione del programma sono stati annunciati il 2 novembre 2020.
Krystal Versace, vincitrice dell'edizione, ricevette come premio una corona e uno scettro di Fierce Drag Jewels ed una propria web-serie sul sito streaming WOW Presents.

### Quarta edizione
La quarta edizione è stata confermata nell'ottobre 2021, durante la trasmissione dell'edizione precedente, ed è stata successivamente registrata a febbraio 2022 nella città di Manchester. Per la prima volta la trasmissione del programma, oltre a quella abituale su BBC iPlayer, è stata confermata anche sul canale televisivo BBC Three a partire dal 22 settembre 2022.
Il 7 settembre 2022 vengono annunciate le dodici concorrenti, provenienti da tutto il Regno Unito, con hanno l'obiettivo di essere incoronate come la prossima UK's Next Drag Superstar.
Danny Beard, vincitrice dell'edizione, ricevette come premio una corona e uno scettro di Fierce Drag Jewels ed una propria web-serie sul sito streaming WOW Presents.

### Quinta edizione
La quinta edizione del programma è stata confermata il 2 settembre 2022, con l'apertura dei relativi casting, ed è stata successivamente registrata a gennaio 2023 nei Pinewood Studios di Iver.
L'11 settembre 2023 vengono annunciate le dieci concorrenti, provenienti da tutto il Regno Unito, con hanno l'obiettivo di essere incoronate come la prossima UK's Next Drag Superstar.
Ginger Johnson, vincitrice dell'edizione, ricevette come premio una corona e uno scettro di Fierce Drag Jewels ed una propria web-serie sul sito streaming WOW Presents.

### Sesta edizione
La sesta edizione del programma è stata confermata il 22 settembre 2024, con l'apertura dei relativi casting, ed è stata successivamente registrata a gennaio 2024.
Il 3 settembre 2024 vengono annunciate le dodici concorrenti, provenienti da tutto il Regno Unito, con hanno l'obiettivo di essere incoronate come la prossima UK's Next Drag Superstar.

## Concorrenti
Le concorrenti che hanno preso parte al programma nelle corso delle edizioni sono state (in ordine di eliminazione):
| Edizioni | Vincitrice                                                        | Finaliste                                                         | 3°                                                                | 4°                                                                | 5°                                                                | 6°                                                                | 7°                       | 8°              | 9°                | 10°               | 11°              | 12°                       |
| -------- | ----------------------------------------------------------------- | ----------------------------------------------------------------- | ----------------------------------------------------------------- | ----------------------------------------------------------------- | ----------------------------------------------------------------- | ----------------------------------------------------------------- | ------------------------ | --------------- | ----------------- | ----------------- | ---------------- | ------------------------- |
| 1ª       | The Vivienne († 2025)                                             | Divina de Campo                                                   | Baga Chipz                                                        | Cheryl Hole                                                       | Blu Hydrangea                                                     | Crystal                                                           | Sum Ting Wong            | Vinegar Strokes | Scaredy Kat       | Gothy Kendoll     |                  |                           |
| 2ª       | Lawrence Chaney                                                   | Bimini Bon-Boulash                                                | Bimini Bon-Boulash                                                | Ellie Diamond                                                     | A'Whora                                                           | Sister Sister                                                     | Tia Kofi                 | Joe Black       | Veronica Green    | Ginny Lemon       | Asttina Mandella | Cherry Valentine († 2022) |
| 2ª       | Lawrence Chaney                                                   | Tayce                                                             |                                                                   | Ellie Diamond                                                     | A'Whora                                                           | Sister Sister                                                     | Tia Kofi                 | Joe Black       | Veronica Green    | Ginny Lemon       | Asttina Mandella | Cherry Valentine († 2022) |
| 3ª       | Krystal Versace                                                   | Ella Vaday Kitty Scott-Claus                                      | Ella Vaday Kitty Scott-Claus                                      | Vanity Milan                                                      | Scarlett Harlett                                                  | Choriza May River Medway                                          | Choriza May River Medway | Charity Kase    | Veronica Green    | Victoria Scone    | Elektra Fence    | Anubis                    |
| 4ª       | Danny Beard                                                       | Cheddar Gorgeous                                                  | Black Peppa Jonbers Blonde                                        | Black Peppa Jonbers Blonde                                        | Pixie Polite                                                      | Dakota Schiffer                                                   | Le Fil                   | Baby            | Sminty Drop       | Copper Topp       | Starlet          | Just May                  |
| 5ª       | Ginger Johnson                                                    | Michael Marouli                                                   | Tomara Thomas                                                     | DeDeLicious                                                       | Kate Butch                                                        | Cara Melle                                                        | Vicky Vivacious          | Banksie         | Miss Naomi Carter | Alexis Saint-Pete |                  |                           |
| 6ª       | Charra Tea, Kyran Thrax, La Voix, Lill, Marmalade, Rileasa Slaves | Charra Tea, Kyran Thrax, La Voix, Lill, Marmalade, Rileasa Slaves | Charra Tea, Kyran Thrax, La Voix, Lill, Marmalade, Rileasa Slaves | Charra Tea, Kyran Thrax, La Voix, Lill, Marmalade, Rileasa Slaves | Charra Tea, Kyran Thrax, La Voix, Lill, Marmalade, Rileasa Slaves | Charra Tea, Kyran Thrax, La Voix, Lill, Marmalade, Rileasa Slaves | Actavia                  | Chanel O'Conor  | Kiki Snatch       | Zahirah Zapanta   | Dita Garbo       | Saki Yew                  |

Legenda:
     La concorrente è stata nominata Miss Simpatia.
     La concorrente è stata eliminata precedentemente dalla competizione, è tornata ma è stata nuovamente eliminata.
     La concorrente è stata eliminata dalla competizione a causa di problemi di salute.
     La concorrente si è ritirata dalla competizione.
     Le concorrenti sono state eliminate in una doppia eliminazione.

## Musiche
Quasi tutte le canzoni utilizzate nelle varie edizioni provengono dagli album di RuPaul, fanno eccezione le canzoni utilizzate per il playback alla fine delle puntate.

### Palcoscenico Principale
- A Little Bit of Love da Remember Me: Essential, Vol. 1 (1ª, 2ª, 3ª e 4ª edizione)
- Free 2 Be da Remember Me: Essential, Vol. 1 (5ª edizione)
- Catwalk tratto da MamaRu (6ª edizione)

### Altre musiche
Nel corso del programma sono stati rilasciati vari singoli promozionali:
- Break Up (Bye Bye) – Filth Harmony Remix - Crystal, Cheryl Hole e The Vivienne (1ª edizione)
- Break Up (Bye Bye) – The Frock Destroyers Remix - Baga Chipz, Blu Hydrangea e Divina De Campo (1ª edizione)
- Rock It (To The Moon) Remix - Baga Chipz, Divina De Campo e The Vivienne (1ª edizione)
- UK, Hun? – United Kingdolls Remix - A'Whora, Bimini Bon-Boulash, Lawrence Chaney e Tayce (2ª edizione)
- UK, Hun? – Banana Drama Remix - Ellie Diamond, Joe Black, Sister Sister e Tia Kofi (2ª edizione)
- A Little Bit of Love Remix - Bimini Bon-Boulash, Ellie Diamond, Lawrence Chaney e Tayce (2ª edizione)
- B.D.E. (Big Drag Energy) – Upbeat Top Pop Remix - Charity Kase, Kitty Scott-Claus, Krystal Versace e Scarlett Harlett (3ª edizione)
- B.D.E. (Big Drag Energy) – Midtempo Power Bottom Remix - Choriza May, Ella Vaday, River Medway e Vanity Milan (3ª edizione)
- Hey Sis, It's Christmas Remix - Ella Vaday, Kitty Scott-Claus e Krystal Versace (3ª edizione)
- Come Alive – The Triple Threats Remix - Baby, Black Peppa, Jonbers Blonde, Sminty Drop e Starlet (4ª edizione)
- Come Alive – Queens of the Bone Age Remix - Cheddar Gorgeous, Copper Topp, Danny Beard, Dakota Schiffer, Le Fil e Pixie Polite (4ª edizione)
- UK Grand Finale Megamix - Black Peppa, Cheddar Gorgeous, Danny Beard e Jonbers Blonde (4ª edizione)
- Don't Ick My Yum – Fierce Force Five Remix - Cara Melle, DeDeLicious, Michael Marouli, Tomara Thomas e Vicki Vivacious (5ª edizione)
- Don't Ick My Yum – The M-52's Remix - Banksie, Ginger Johnson, Kate Butch e Miss Naomi Carter (5ª edizione)
- Spotlight Remix - Ginger Johnson, Michael Marouli e Tomara Thomas (5ª edizione)

## Spin-off

### RuPaul's Drag Race: UK Versus the World
RuPaul's Drag Race: UK Versus the World è il primo spin-off del programma. In questa versione del programma, alcune concorrenti che hanno preso parte in una delle passate edizioni di RuPaul's Drag Race UK prendono parte ad una nuova competizione, sfidando varie concorrenti provenienti da varie versioni internazionali dello show, per poter entrare nella Drag Race Hall of Fame.
Come nella normale edizione, le concorrenti devono mostrare le loro doti di intrattenitrici sfidandosi in varie sfide. Ogni settimana le concorrenti vengono giudicate per le loro performance da vari giudici; tra questi troviamo giudici fissi, lo stesso RuPaul, Michelle Visage e giudici ospiti, che variano di settimana in settimana. Al termine dell'episodio una concorrente viene eliminata; l'ultima delle quali verrà incoronata vincitrice e avrà il diritto di essere inserita nella Drag Race Hall of Fame ricevendo una serie di premi.